# Watertoren (Raamsdonksveer)
De watertoren te Raamsdonksveer is een watertoren in de Noord-Brabantse plaats Raamsdonksveer. Het gebouw wordt in de wandeling vaak de Veerse toren genoemd. Het is in 1925 gebouwd in opdracht van N.V. Waterleiding Maatschappij Noord-West-Brabant naar ontwerp van ir. Hendrik Sangster. Deze ontwierp in de jaren 1920 en 1930 meer watertorens. 
De toren is 43,85 meter hoog en heeft een cilindervormig waterreservoir van 300 m³. Het gebouw heeft een betonnen skelet en een oorspronkelijk bakstenen vulling/bekleding, die later is bepleisterd. Het ontwerp vertoont stijlelementen van het expressionisme en art deco.

## Geschiedenis
De toren ontkwam aan de verwoesting die in de Tweede Wereldoorlog veel watertorens trof. In 1945 was het reservoir wel bezaaid met granaatinslagen. Deze schade kon worden hersteld. Vanwege slijtage moest in 1969 drastisch worden ingegrepen. Een deklaag van cement werd aangebracht en veel karakteristieke elementen gingen verloren. Na 45 jaar dienst werd de toren buiten gebruik gesteld. Een nieuwe bestemming bleek moeilijk te vinden,  het gebouw stond twintig jaar lang leeg. Vanwege achterstallig onderhoud en ernstige waterschade werd sloop overwogen. Rond 1990 kwam het tot een grondige renovatie en kwam de toren in gebruik bij kunstuitleen 'Business Art Service'. In 2002 werd de toren opgenomen in het rijksmonumentenregister.

## Hotel
De aanpak van verkeersknooppunt Hooipolder brengt grote veranderingen in de directe omgeving van het gebouw te weeg. Omdat op- en afritten van de naastgelegen A 59 komen te vervallen ontstaat er ter plekke ruimte voor de realisatie van een hotel. De watertoren wordt in dit plan opgenomen en zal gezelschap krijgen van een Toeristisch Overstappunt (TOP). In 2024 vangen de werkzaamheden aan en de opening is gepland in 2026.
Almkerk
Oude · 
Nieuwe · 
Bergen op Zoom · 
Breda
(Speelhuislaan ·
Wilhelminasingel) · 
Dinteloord · 
Dongen · 
Eindhoven
(Willem Elsschotlaan ·
TU ·
Anton Coolenlaan) · 
Etten-Leur
(Oude ·
Isover) · 
Fijnaart · 
Gilze ·
Heeswijk · 
Helmond
(Oude ·
Raaijmakers ·
Torenstraat) · 
's-Hertogenbosch
(Hinthamereinde ·
Michelin) · 
Hooge Zwaluwe · 
Kaatsheuvel · 
Oss
(Oude ·
Nieuwe) · 
Raamsdonksveer · 
Roosendaal · 
Stampersgat · 
Steenbergen
(Oude · 
Nieuwe · 
Tilburg · 
Udenhout
(Assisië ·
Vincentius) ·
Vught · 
Waalwijk · 
Zevenbergen
(Oude ·
Nieuwe) ·